# 8. Regionalarmee
Die 8. Regionalarmee (jap. 第8方面軍, Dai-hachi hōmengun) war von 1942 bis 1945 eine der Regionalarmeen des Kaiserlich Japanischen Heeres. Ihr Tsūshōgō-Code (militärischer Tarnname) war Kraft (剛, Gō) oder Gō 7960.

## Geschichte
Das Daihon’ei (Kaiserliche Hauptquartier des Heeres und der Marine) stellte am 16. November 1942 die 8. Regionalarmee unter dem Kommando von General Imamura Hitoshi, bis dato Kommandeur der 16. Armee auf Java, in Rabaul auf. Sie unterstand der Südarmee und bestand hauptsächlich aus der 17. und 18. Armee sowie weiteren kleineren Verbänden und Einheiten. Die 17. Armee konnte sich fortan auf die Schlacht um Guadalcanal konzentrieren, während der Verantwortungsbereich der 18. Armee auf Neuguinea lag. Die 6. und 17. Division unterstanden direkt der 8. Regionalarmee und waren auf Bougainville stationiert. Die 6. Luft-Division war vorerst in Rabaul stationiert, doch mit dem Beginn der alliierten Landung auf Neuguinea bezog sie ihr Hauptquartier in Wewak, Neuguinea.
Im Zuge der alliierten Operation Cartwheel, die zum Ziel hatte, die japanische Festung Rabaul zu isolieren, entglitt der 8. Regionalarmee mehr und mehr die Fähigkeit, die ihr unterstellten Einheiten zu unterstützen. Aus diesem Grund entschloss sich das Daihon’ei im November 1943, die 18. Armee der 2. Regionalarmee auf West-Neuguinea zu unterstellen. Rabaul konnte von der 8. Regionalarmee zwar bis Kriegsende im September 1945 gehalten werden, war aber bereits seit Ende 1944 vollständig isoliert und spielte im Kriegsverlauf keine Rolle mehr.
Am 12. September 1945 unterschrieb General Imamura Hitoshi, Oberbefehlshaber der 8. Regionalarmee, die Kapitulationsurkunde für alle Kaiserlich Japanischen Streitkräfte auf Neubritannien, Neuirland, den Salomonen und Neuguinea auf dem vor Rabaul ankernden Flugzeugträger HMS Glory.

## Oberbefehlshaber
|                  | Name                     | Von               | Bis             |
| ---------------- | ------------------------ | ----------------- | --------------- |
| Oberbefehlshaber | General Imamura Hitoshi  | 16. November 1942 | 15. August 1945 |
| Stabschef        | Generalmajor Katō Rimpei | 16. November 1942 | 15. August 1945 |

## Untergeordnete Einheiten
Die 8. Regionalarmee setzte sich am 27. November 1942 wie folgt zusammen:
- 17. Armee (ca. 70.000 Mann)
  - 2. Division
  - 38. Division
  - Kawaguchi-Verband
  - Ichiki-Verband
  - weitere kleine Einheiten
- 18. Armee* (ca. 100.000 Mann)
  - 20. Division
  - 41. Division
  - 51. Division
  - weitere kleine Einheiten
- 6. Division
- 17. Division**
- 6. Luft-Division

(*) unterstellt bis November 1943
(**) stieß im Januar 1943 dazu